# منتخب ليتوانيا لهوكي الجليد
منتخب ليتوانيا الوطني لهوكي الجليد هو منتخب وطني يمثل ليتوانيا في منافسات هوكي الجليد الدولية، بدأ منافساته في سنة 1932، نافس في بطولة العالم لهوكي الجليد 17 مرة، يحتل حالياً التصنيف الخامس والعشرين على العالم.